# ブレット・ロジャース
ブレット・ロジャース（Brett Rogers、1981年2月17日 - ）は、アメリカ合衆国の男性総合格闘家。ミネソタ州ミネアポリス出身。アメリカン・トップチーム所属。

## 来歴
2006年5月3日、プロデビュー。以降、ローカル大会で5戦5勝5KOを記録。
2007年11月10日、初参戦となったEliteXCでラルフ・ケリーと対戦し、ギブアップで勝利を収めた。
2008年2月16日、EliteXCでジェームス・トンプソンと対戦し、右フックでKO勝ち。
2008年5月31日、EliteXCでジョン・マーフィーと対戦し、右フックでKO勝ち。この大会はEliteXC初のCBS生中継大会であったが、そのテレビオープニング試合となった。大会後の記者会見ではキンボ・スライスに対戦要求し、乱闘騒ぎを起こした。
2009年4月11日、Strikeforce初参戦となったStrikeforce: Shamrock vs. Diazでアボンゴ・ハンフリーと対戦。1Rに髪の毛を掴んだとして減点を受けるも、2Rに膝蹴り連打でTKO勝ち。試合後、Strikeforce世界ヘビー級王者アリスター・オーフレイムの対戦を希望した。
2009年6月6日、Strikeforce: Lawler vs. Shieldsでアンドレイ・アルロフスキーと対戦し、開始22秒パンチ連打でKO勝ち。一躍、注目を集めるようになった。
2009年8月1日に開催予定であったAffliction: Trilogyで、薬物問題で欠場となったジョシュ・バーネットの代替選手としてエメリヤーエンコ・ヒョードルとの対戦が噂されたものの、結局大会がキャンセルとなった。
2009年11月7日、Strikeforce: Fedor vs. RogersのメインイベントでヒョードルとWAMMA世界ヘビー級タイトルマッチで対戦し、2ラウンドに右フックからのパウンドでTKO負けを喫し王座獲得に失敗し、キャリア初黒星となった。
2010年5月15日、Strikeforce: Heavy ArtilleryのStrikeforce世界ヘビー級タイトルマッチでアリスター・オーフレイムと対戦し、マウントパンチでTKO負けを喫し王座獲得に失敗した。
2010年10月23日、カナダで行なわれたW-1 MMA 6でルーベン・ビシャレアルと対戦し、僅差の判定勝ち。序盤は優勢だったが、後半に失速し追い込まれる場面もあった。
2011年6月18日、Strikeforce: Overeem vs. Werdumで行なわれたワールドグランプリ1回戦でジョシュ・バーネットと対戦し、肩固めで一本負け。

## 戦績
| 総合格闘技 戦績 | 総合格闘技 戦績 | 総合格闘技 戦績 | 総合格闘技 戦績 | 総合格闘技 戦績 | 総合格闘技 戦績 | 総合格闘技 戦績 |
| --------------- | --------------- | --------------- | --------------- | --------------- | --------------- | --------------- |
| 20 試合         | (T)KO           | 一本            | 判定            | その他          | 引き分け        | 無効試合        |
| 13 勝           | 11              | 1               | 1               | 0               | 0               | 1               |
| 6 敗            | 2               | 2               | 2               | 0               | 0               | 1               |

| 勝敗 | 対戦相手                     | 試合結果                                   | 大会名                                                                            | 開催年月日     |
| ○    | 川口雄介                     | 1R 0:28 KO（スタンドパンチ連打）           | INOKI GENOME FIGHT 1                                                              | 2014年4月5日   |
| ×    | フィリップ・デ・フライ       | 1R 3:43 スリーパーホールド                 | INOKI BOM-BA-YE 2013                                                              | 2013年12月31日 |
| ×    | アレキサンダー・ヴォルコフ   | 5分3R終了 判定0-3                          | Bellator 75 【ヘビー級トーナメント 1回戦】                                        | 2012年10月5日  |
| ○    | ケビン・アスプルンド         | 2R終了時 TKO（ドクターストップ）           | Bellator 71                                                                       | 2012年6月22日  |
| －   | トッド・アリー               | 1R 1:18 ノーコンテスト（後頭部へのパンチ） | IFL 45: My Bloody Valentine                                                       | 2012年2月18日  |
| ×    | エディ・サンチェス           | 5分3R終了 判定1-2                          | Titan Fighting Championships 20                                                   | 2011年9月23日  |
| ×    | ジョシュ・バーネット         | 2R 1:17 肩固め                             | Strikeforce: Overeem vs. Werdum 【ワールドグランプリ ヘビー級トーナメント 1回戦】 | 2011年6月18日  |
| ○    | ルーベン・ビシャレアル       | 5分3R終了 判定3-0                          | W-1 MMA 6: New Ground                                                             | 2010年10月23日 |
| ×    | アリスター・オーフレイム     | 1R 3:40 TKO（マウントパンチ）              | Strikeforce: Heavy Artillery 【Strikeforce世界ヘビー級タイトルマッチ】            | 2010年5月15日  |
| ×    | エメリヤーエンコ・ヒョードル | 2R 1:48 TKO（右フック→パウンド）           | Strikeforce: Fedor vs. Rogers 【WAMMA世界ヘビー級タイトルマッチ】                 | 2009年11月7日  |
| ○    | アンドレイ・アルロフスキー   | 1R 0:22 TKO（スタンドパンチ連打）          | Strikeforce: Lawler vs. Shields                                                   | 2009年6月6日   |
| ○    | アボンゴ・ハンフリー         | 2R 1:38 TKO（膝蹴り）                      | Strikeforce: Shamrock vs. Diaz                                                    | 2009年4月11日  |
| ○    | ジョン・マーフィー           | 1R 1:01 KO（右フック）                     | EliteXC: Primetime                                                                | 2008年5月31日  |
| ○    | ジェームス・トンプソン       | 1R 2:24 KO（スタンドパンチ連打）           | EliteXC: Street Certified                                                         | 2008年2月16日  |
| ○    | ラルフ・ケリー               | 1R 1:43 ギブアップ（パンチ連打）           | EliteXC: Renegade                                                                 | 2007年11月10日 |
| ○    | ジョシュ・メリチャー         | 1R 0:12 KO（パンチ連打）                   | EFX: Fury                                                                         | 2007年2月1日   |
| ○    | マーク・ラシーン             | 1R 2:35 TKO（パンチ連打）                  | EFX: Fury                                                                         | 2006年12月7日  |
| ○    | ブライアン・ヒーデン         | 1R 1:20 KO（パンチ連打）                   | EFX: Fury                                                                         | 2006年11月1日  |
| ○    | クリス・クラーク             | 1R 0:37 TKO（パンチ連打）                  | EFX: Fury                                                                         | 2006年5月3日   |
| ○    | スタン・ストロング           | 2R 0:13 KO（パンチ連打）                   | UCS: Throwdown at the T-Bar                                                       | 2005年7月30日  |